# كيوبريد
كيوبريد هو نظام إدارة قواعد بيانات علائقي (بالإنجليزية: RDBMS) مفتوح المصدر مصمم خصيصاً لتطبيقات الوب. قامت شركة Search Solution Co. Ltd (سيرش سولوشنز المتحدة) الكورية بتطويره. يشتمل نظام إدارة قواعد البيانات على محرك يستخدم ترخيص GNU العام المفتوح من الإصدار الثاني (GPLv2)، وواجهة استخدام بنظام البرمجيات مفتوحة المصدر تستخدم ترخيص BSD من شركة Berkeley Software Distribution (بيركلي لتوزيع البرمجيات). ويدعم نظام إدارة قواعد البيانات معايير SQL كما حددتها منظمة المعايير العالمية (ISO).

## معلومات ترخيص المنتج
يعتمد نظام CUBRID ترخيصا مفتوح المصدر. ويستخدم محرك الخادم الخاص بنظام CUBRID ترخيص GPL من الإصدار الثاني أو أحدث، كما يستخدم ترخيص BSD لواجهة استخدام النظام الرسومية (GUI)، ولواجهات برمجة التطبيقات (APIs). ونظرا لأن واجهات برمجة التطبيقات تستخدم ترخيص BSD، فإن مطوري البرمجيات يمكنهم بكل حرية تطوير وتوزيع أنظمة برمجية تعتمد نظام CUBRID.

## اللغات ومنصات التشغيل التي يدعمها النظام
- تم تطوير خادم نظام CUBRID ومكتبته الرسمية باستخدام لغة C أو C++، في حين أن واجهة إدارة نظام CUBRID تم تطويرها باستخدام لغة جافا.
- ويدعم نظام CUBRID أنظمة تشغيل Linux و Windows OS، ويوفر واجهات برمجة تطبيقات مثل JDBC، PHP، ODBC، C-API، Ruby، و Python.
- يتم أيضا دعم CSQL كأداة أسطر أوامر لتشغيل SQL، كما يمكن استخدام واجهة إدارة نظام CUBRID كواجهة مستخدم رسومية.

## الخصائص
- SQL 92 Standard
- Transaction أسيد support
- Cross-platform support
- غلق متعدد الطبقات
- تقسيم (قواعد بيانات)  [لغات أخرى]‏
- التكرار
- High Availability support(shared-nothing clustering, fail-over and fail-back automatically)
- Hot نسخ احتياطي
- Sub-SELECTs (i.e. nested SELECTs)
- Hierarchical Queries  [لغات أخرى]‏
- Query plan caching
- المحرك في قواعد البيانات
- Click Counter
- Updatable Views  [لغات أخرى]‏
- Java إجراء مخزنs
- True varchar support
- مؤشر (قواعد بيانات)  [لغات أخرى]‏[5]

## تاريخ التطوير
- 2006 - The development of CUBRID DBMS started.
- October, 2008 - First internal release followed by CUBRID 2008 R1.0 stable release.
- November, 2008 - CUBRID became an open source project. CUBRID 2008 R1.1 stable was released.
- January, 2009 - CUBRID 2008 R1.2 stable release.
- February, 2009 - CUBRID 2008 R1.3 stable release.
- March, 2009 - CUBRID 2008 R1.4 stable release.
- August, 2009 - CUBRID 2008 R2.0 stable release.
- September, 2009 - CUBRID Cluster Project has been started.
- October, 2009 - CUBRID Project web site lunched at Sourceforge.net. Opened Official Open Source Community web site at www.cubrid.org.
- December, 2009 - CUBRID 2008 R2.1 stable release.
- February, 2010 - CUBRID Cluster alpha version was released.
- May, 2010 - CUBRID 2008 R2.2 stable release.[6]
- July 20, 2010 - CUBRID 2008 R3.0 Beta release[7]

## روابط خارجية
- كيوبريد على موقع Open Hub (الإنجليزية)
- كيوبريد على موقع SourceForge (الإنجليزية)
- الصفحة الرئيسية لكيوبريد
- دليل كيوبريد
- ويكي كيوبريد نسخة محفوظة 19 ديسمبر 2012 على موقع واي باك مشين.
- مدونة كيوبريد الرسمية نسخة محفوظة 18 يونيو 2010 على موقع واي باك مشين.
- منتديات كيوبريد نسخة محفوظة 10 يناير 2011 على موقع واي باك مشين.
- قناة تدريب كيوبريد على يوتيوب
- صفحة مشروع كيوبريد على سورس فورج.نت